# Fiat S74
El FIAT S74 es un automóvil de competición italiano construido en 1910. Participó en numerosas carreras tanto en Europa como en América del Norte durante el período anterior al comienzo de la Primera Guerra Mundial.

## Historia

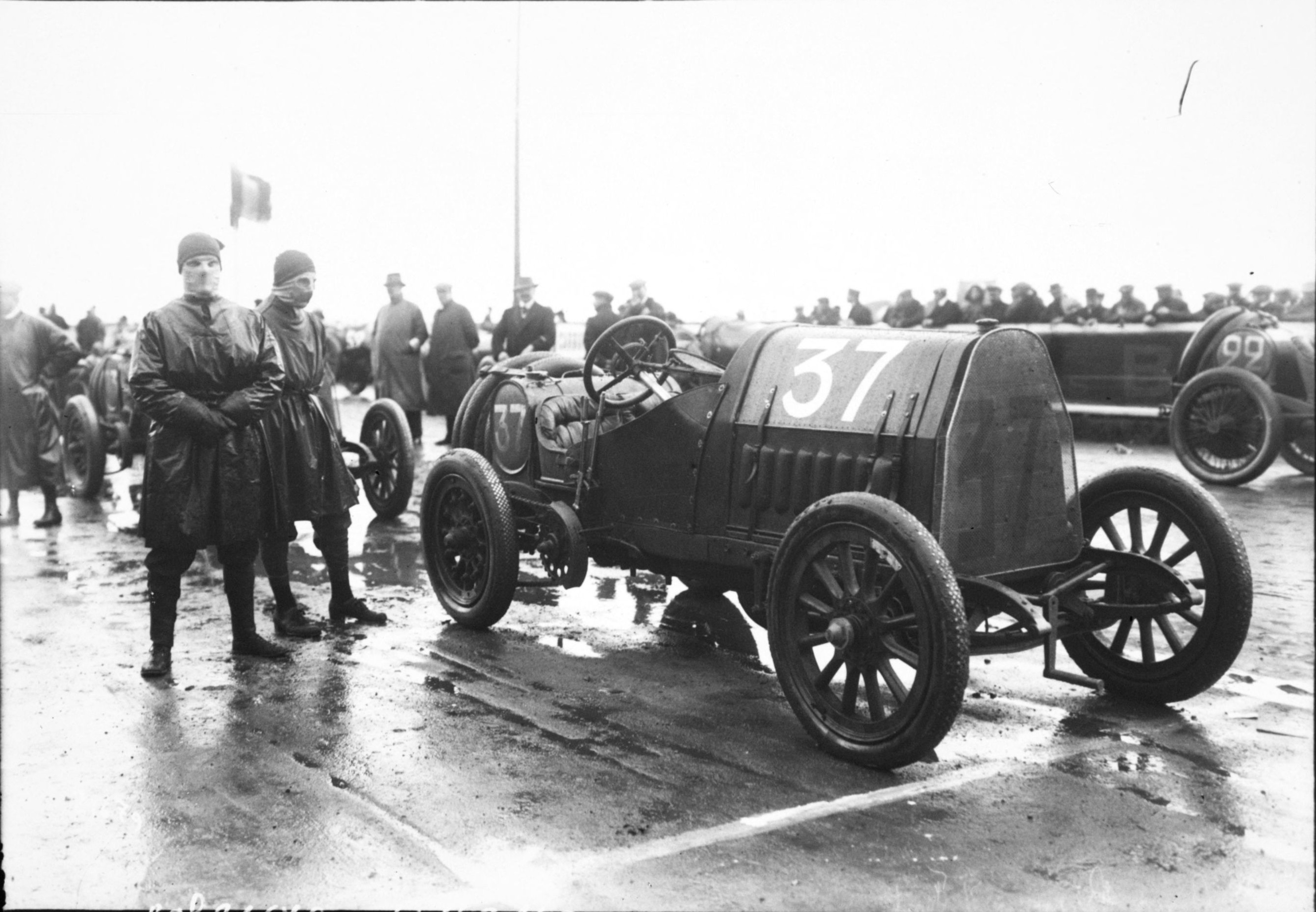
David Bruce-Brown con su S74 en Dieppe (1912)

A comienzos del siglo XX, la empresa constructora de automóviles italiana FIAT estuvo muy involucrada en las carreras para promover la fiabilidad y la fortaleza mecánica de su marca. No era  excepcional que los primeros motores de cuatro cilindros tuvieran cilindradas de más de diez litros, alcanzándose incluso los 20 litros. La competición también sirvió a Fiat como escaparate de la avanzada tecnología de sus motores. Siguiendo esta tendencia, el equipo oficial de Fiat inscribió ya en 1904 un coche de carreras con un motor de cuatro cilindros de 75 caballos y 14 litros de cilindrada en la Copa Gordon Bennett (un antecedente de las carreras de "Grand Prix"), pilotado por Vincenzo Lancia (futuro fundador de la compañía Lancia). Lancia ya había participado en 1903 en la carrera París-Madrid, en dos ediciones de la Copa Vanderbilt en los Estados Unidos y en varias pruebas del Grand Prix entre otras carreras.
El Gran Premio de Francia de 1912 fue sin duda la mejor demostración del S74. Fiat por entonces ya contaba con ocho años de experiencia en los circuitos. Participaron varios S74, incluyendo el pilotado por David Bruce-Brown, quien fue líder durante gran parte de la carrera, aunque sería descalificado por repostar carburante fuera de las zonas autorizadas para ello. Ralph DePalma también resultó descalificado por reparar su S74 fuera de la zona de talleres. Finalmente, el triunfo fue para el francés Georges Boillot conduciendo un Peugeot, siendo segundo Louis Wagner con su S74.
Uno de estos Fiat S74 es propiedad de George Wingard en Oregón, pudiendo ser visto en las Carreras de Modelos Históricos de Monterey en Laguna Seca, o en el Festival de la Velocidad de Goodwood en Gran Bretaña.